# Andrzej Ancuta

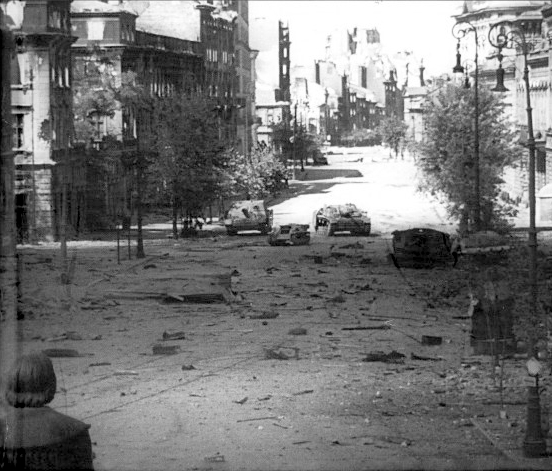
Kadr z powstańczej kroniki filmowej Andrzeja Ancuta: Widok na Krakowskie Przedmieście z Pałacu Staszica pokazujący dwa niemieckie pojazdy pancerne asekurujące Goliata (SdKfz 301 – Borgward B IV). W lewym dolnym rogu fragment pomnika Mikołaja Kopernika

Andrzej Ancuta, ps. Coeur, Kier (ur. 10 lutego 1919 w Mińsku Litewskim, zm. 14 lutego 2009 w Warszawie) – polski reżyser, operator filmowy, fotograf.

## Życiorys
Urodził się w rodzinie Eugeniusza (zm. 1943), adwokata, i Olimpii z Baczyżmalskich 1° v. Wierzbowskiej (zm. 1942), ziemianki. 
W pierwszym roku II wojny światowej został uwięziony w obozie koncentracyjnym Auschwitz, skąd po roku udało się matce go wykupić. Od marca 1942 działał w konspiracji - początkowo w Narodowych Siłach Zbrojnych. Wspólnie z przyjacielem Antonim Bohdziewiczem w Pałacu Staszica na Nowym Świecie otworzyli zakład fotograficzny, gdzie oprócz wykonania zwyczajnych zamówień, podrabiano dokumenty dla działaczy podziemia. W czasie powstania warszawskiego był operatorem filmowym w Referacie Filmowym podlegającym Biurze Informacji i Propagandy Komendy Głównej Armii Krajowej. Miał stopień kaprala podchorążego. Po kapitulacji oddziałów powstańczych znalazł się w niewoli - w  Stalagu 344 Lamsdorf, następnie w Stalagu XVIII C w Markt Pongau (nr jeniecki: 103460).
Po uwolnieniu przez wojska amerykańskie samolotem został przetransportowany do Włoch, gdzie dołączył do 2 Korpusu Polskiego Armii generała Andersa. Do kraju wrócił w październiku 1946. Był operatorem m.in. podczas realizacji jednych z pierwszych powojennych polskich filmów: Ostatni etap i Miasto nieujarzmione.
W latach 1950–1996 wykładał na Wydziale Operatorskim łódzkiej PWSFTviT, był jego dziekanem w latach 1958–1963 i 1969–1972. Od 1975 do 1978 pełnił funkcję prorektora PWSFTviT ds. Nauczania, a od 1987 do 1990 – kierownika Zakładu Sztuki Operatorskiej.
Członek założyciel Związku Realizatorów Filmowych przekształconego później wraz z ZASPem w Stowarzyszenie Polskich Artystów Teatru i Filmu (SPATiF).
Napisał kilka podręczników do nauki operatorstwa filmowego.
Był mężem Janiny z domu Hryckiewicz (1926–2019).
Zmarł w Warszawie, pochowany na cmentarzu Powązkowskim (kwatera 140-4-1).
Zdjęcia jego autorstwa znalazły się w filmie Powstanie Warszawskie (2014) - został za nie pośmiertnie nominowany do Polskiej Nagrody Filmowej w 2015.

## Ordery i odznaczenia
- Krzyż Oficerski Orderu Odrodzenia Polski (5 października 1998)[10]
- Krzyż Kawalerski Orderu Odrodzenia Polski (1977)
- Złoty Krzyż Zasługi (1972)
- Warszawski Krzyż Powstańczy (1982)
- Medal Zwycięstwa i Wolności 1945 (1983)
- Medal 10-lecia Polski Ludowej (8 stycznia 1955)[2]
- Odznaka „Zasłużony Działacz Kultury” (1973)
- Honorowa Odznaka Miasta Łodzi (1978)

Źródło:.

## Nagrody
- Nagroda Ministra Kultury i Sztuki II stopnia za szczególne osiągnięcia w dziedzinie organizacji procesu dydaktycznego (1972)
- Nagroda Ministra Kultury i Sztuki I stopnia z okazji 30-lecia PWSFTviT w Łodzi (1978)

Źródło:.